# Ophrys flavomarginata
Ophrys flavomarginata là một loài thực vật có hoa trong họ Lan. Loài này được (Renz) H.Baumann & Künkele mô tả khoa học đầu tiên năm 1981.